# العلاقات الأيرلندية الكورية الشمالية
العلاقات الأيرلندية الكورية الشمالية هي العلاقات الثنائية التي تجمع بين جمهورية أيرلندا وكوريا الشمالية.

## مقارنة بين البلدين
هذه مقارنة عامة ومرجعية للدولتين:
| وجه المقارنة                                              | جمهورية أيرلندا                                       | كوريا الشمالية                        |
| --------------------------------------------------------- | ----------------------------------------------------- | ------------------------------------- |
| المساحة (كم2)                                             | 70.27 ألف                                             | 120.54 ألف                            |
| عدد السكان (نسمة)                                         | 4.76 مليون                                            | 25.49 مليون                           |
| الكثافة السكانية (ن./كم²)                                 | 67.74                                                 | 211.47                                |
| العاصمة                                                   | دبلن                                                  | بيونغيانغ                             |
| اللغة الرسمية                                             | اللغة الأيرلندية، لغة إنجليزية، الإنجليزية الأيرلندية | لغة كوريا الشمالية القياسية ‏          |
| العملة                                                    | جنيه أيرلندي، يورو، عملات اليورو الأيرلندية           | وون كوري شمالي                        |
| الناتج المحلي الإجمالي (بليون دولار)                      | 333.73 مليار                                          |                                       |
| الناتج المحلي الإجمالي (تعادل القوة الشرائية) بليون دولار | 318.16 مليار                                          |                                       |
| الناتج المحلي الإجمالي الاسمي للفرد دولار أمريكي          | 61.13 ألف                                             |                                       |
| الناتج المحلي الإجمالي للفرد دولار أمريكي                 |                                                       |                                       |
| مؤشر التنمية البشرية                                      | 0.916                                                 |                                       |
| رمز المكالمات الدولي                                      | +353                                                  | +850                                  |
| رمز الإنترنت                                              | .ie                                                   | .kp                                   |
| المنطقة الزمنية                                           | 00، ت ع م+01:00، أوروبا/دبلن ‏                         | ت ع م+08:30، ت ع م+08:30، ت ع م+09:00 |

## منظمات دولية مشتركة
يشترك البلدان في عضوية مجموعة من المنظمات الدولية، منها:
| علم المنظمة | اسم المنظمة                   | تاريخ انضمام جمهورية أيرلندا | تاريخ انضمام كوريا الشمالية |
| ----------- | ----------------------------- | ---------------------------- | --------------------------- |
|             | يونسكو                        | 3 أكتوبر 1961                | 18 أكتوبر 1974              |
|             | الاتحاد البريدي العالمي       | ?                            | ?                           |
|             | الاتحاد الدولي للاتصالات      | 8 ديسمبر 1923                | ?                           |
|             | الأمم المتحدة                 | 14 ديسمبر 1955               | 17 سبتمبر 1991              |
|             | المنظمة الهيدروغرافية الدولية | ?                            | ?                           |

## وصلات خارجية
- موقع وزارة الخارجية الكورية الشمالية